# Гледстон (Северна Дакота)
Гледстон (енгл. Gladstone) град је у америчкој савезној држави Северна Дакота.

## Демографија
По попису из 2010. године број становника је 239, што је 9 (-3,6%) становника мање него 2000. године.
| Група             | 2000.       | 2010.       |
| Белци             | 232 (93,5%) | 230 (96,2%) |
| Афроамериканци    | 0 (0,0%)    | 0 (0,0%)    |
| Азијати           | 0 (0,0%)    | 1 (0,4%)    |
| Хиспаноамериканци | 11 (4,4%)   | 3 (1,3%)    |
| Укупно            | 248         | 239         |